# Chaetocalyx chacoensis
Chaetocalyx chacoensis là một loài thực vật có hoa trong họ Đậu. Loài này được Vanni miêu tả khoa học đầu tiên.